# イジー・プロハースカ
イジー・プロハースカ（チェコ語: Jiří Procházka、1980年6月25日 - ）は、チェコスロバキア出身の男性、チェコのアイスダンス選手。パートナーはヴェロニカ・モラーフコヴァー、デャナ・ヤノシュチャーコヴァーなど。
2004年ゴールデンスピン、パベルロマンメモリアル優勝。1998年から2005年にかけて3人のパートナーとチェコフィギュアスケート選手権に優勝し、世界フィギュアスケート選手権やヨーロッパフィギュアスケート選手権に出場した。

## 経歴
1980年にチェコスロバキアのヴィシュコフに生まれ、4歳でスケートをはじめる。近隣の街ブルノのスケートクラブ TJスタディオンブルノに所属、アンドレア・クノツォヴァーと組み1996年世界ジュニアフィギュアスケート選手権に出場。翌シーズンからはガブリエラ・フラースカーと組み、シニアクラスに昇級した1998-99年チェコフィギュアスケート選手権で優勝、チェコ代表として世界フィギュアスケート選手権、ヨーロッパフィギュアスケート選手権に出場したが、フラースカーの健康問題（頭痛）による引退でカップルを終えた。
2000年、ヴェロニカ・モラーフコヴァーとのカップルを結成して競技に復帰。2001-02年シーズンにはチェコ選手権で優勝し世界選手権、ヨーロッパ選手権に出場したが、ソルトレイクシティオリンピック代表はより競技実績を持つカテジナ・コヴァロヴァー / ダヴィト・シュルマン組に譲る。翌シーズンまでチェコの第一人者として活躍したが、モラーフコヴァーの怪我の悪化からカップル解散に至った。
2003年、スロバキアのデャナ・ヤノシュチャーコヴァーとカップルを組む（カップルはチェコに所属）。2004-05年シーズンにはパベルロマンメモリアルでホームながら国際競技会に初優勝、ゴールデンスピンでも優勝した。またISUグランプリシリーズにも出場したが、シーズン終了後にカップルを解散した。

## 主な戦績
- 2003-05年シーズンはデャナ・ヤノシュチャーコヴァーとのカップル
- 2000-02年シーズンはヴェロニカ・モラーフコヴァーとのカップル
- 1996-99年シーズンはガブリエラ・フラースカーとのカップル
- 1995-96年シーズンはアンドレア・クノツォヴァーとのカップル

| 大会/年           | 1995-96 | 1996-97 | 1997-98 | 1998-99 | 1999-00 | 2000-01 | 2001-02 | 2002-03 | 2003-04 | 2004-05 |
| ----------------- | ------- | ------- | ------- | ------- | ------- | ------- | ------- | ------- | ------- | ------- |
| 世界選手権        |         |         |         | 23      |         |         | 18      | 16      | 25      |         |
| ヨーロッパ選手権  |         |         |         | 20      |         |         | 16      | 13      |         | 19      |
| チェコ選手権      |         |         | 1 J     | 1       |         | 2       | 1       | 1       | 2       | 1       |
| GP ロシア杯       |         |         |         |         |         |         |         |         |         | 10      |
| GP スケートカナダ |         |         |         |         |         |         |         |         |         | 10      |
| GP ボフロスト杯   |         |         |         |         |         |         |         | 7       |         |         |
| ロマン記念        |         |         |         |         |         |         |         |         |         | 1       |
| ゴールデンスピン  |         |         |         |         |         |         |         |         |         | 1       |
| シェーファー記念  |         |         |         |         |         |         | 5       |         |         |         |
| ネペラ記念        |         |         |         |         |         |         | 2       | 2       |         |         |
| ネーベルホルン杯  |         |         |         |         |         |         | 8       | 5       | 5       |         |
| ユニバーシアード  |         |         |         |         |         |         |         |         |         | 8       |
| 世界Jr.選手権     | 17      | 13      | 6       |         |         |         |         |         |         |         |
| JS SNP            |         |         | 5       |         |         |         |         |         |         |         |
| JSハンガリー杯    |         |         | 8       |         |         |         |         |         |         |         |

### 詳細
| 2004-2005 シーズン  |                                                        |          |          |          |           |
| 開催日              | 大会名                                                 | CD       | OD       | FD       | 結果      |
| 2005年1月25日-30日  | 2005年ヨーロッパフィギュアスケート選手権（トリノ）     | 21 19.97 | 20 35.65 | 19 63.90 | 19 119.52 |
| 2004年11月25日-28日 | ISUグランプリシリーズ ロシア杯（モスクワ）             | 10 24.56 | 10 39.01 | 10 68.34 | 10 131.91 |
| 2004年11月12日-13日 | 2004年ゴールデンスピン（ザグレブ）                     | 2        | 1        | 1        | 1         |
| 2004年10月28日-31日 | ISUグランプリシリーズ スケートカナダ（ハリファックス） | 11 24.99 | 10 36.94 | 9 66.71  | 10 128.64 |
| 2004年10月19日-21日 | 2004年パベルロマンメモリアル（オロモウツ）             | 1        | 1        | 1        | 1         |

| 2003-2004 シーズン |                                                    |    |    |    |      |
| 開催日             | 大会名                                             | CD | OD | FD | 結果 |
| 2004年3月22日-28日 | 2004年世界フィギュアスケート選手権（ドルトムント） | 14 | 25 | -  | 25   |
| 2003年9月3日-6日   | 2003年ネーベルホルン杯（オーベルストドルフ）       | 5  | 5  | 5  | 5    |

| 2002-2003 シーズン |                                                          |    |    |    |      |
| 開催日             | 大会名                                                   | CD | OD | FD | 結果 |
| 2003年3月24日-30日 | 2003年世界フィギュアスケート選手権（ワシントンD.C.）     | 8  | 16 | 16 | 16   |
| 2003年1月20日-26日 | 2003年ヨーロッパフィギュアスケート選手権（マルメ）       | 13 | 12 | 13 | 13   |
| 2002年11月8日-10日 | ISUグランプリシリーズ ボフロスト杯（ゲルゼンキルヒェン） | 7  | 7  | 7  | 7    |
| 2002年9月26日-29日 | 2002年オンドレイネペラメモリアル（ブラチスラヴァ）       | 1  | 1  | 2  | 2    |